# Orjen-Schwertlilie
Die Orjen-Schwertlilie oder auch Orjen-Iris (Iris orjenii) ist eine Pflanzenart der Bartiris in der Familie Schwertliliengewächse (Iridaceae). Es ist eine endemische Art der Hochlagen des subadriatischen Orjen-Gebirges in Montenegro und der Herzegowina. Von der seltenen Art wurden bis heute nur drei Populationen beschrieben. Es ist die einzige vollständig weißblütige Wildart unter den europäischen Bartirisen. Die Art ist mit der Bleichen Schwertlilie eng verwandt. In der Natur tritt ist sie mit der Reichenbach-Schwertlilie vergesellschaftet auf. Die Orjen-Schwertlilie ist eine Fokusart im Gebiets- und Artenschutz.

## Beschreibung

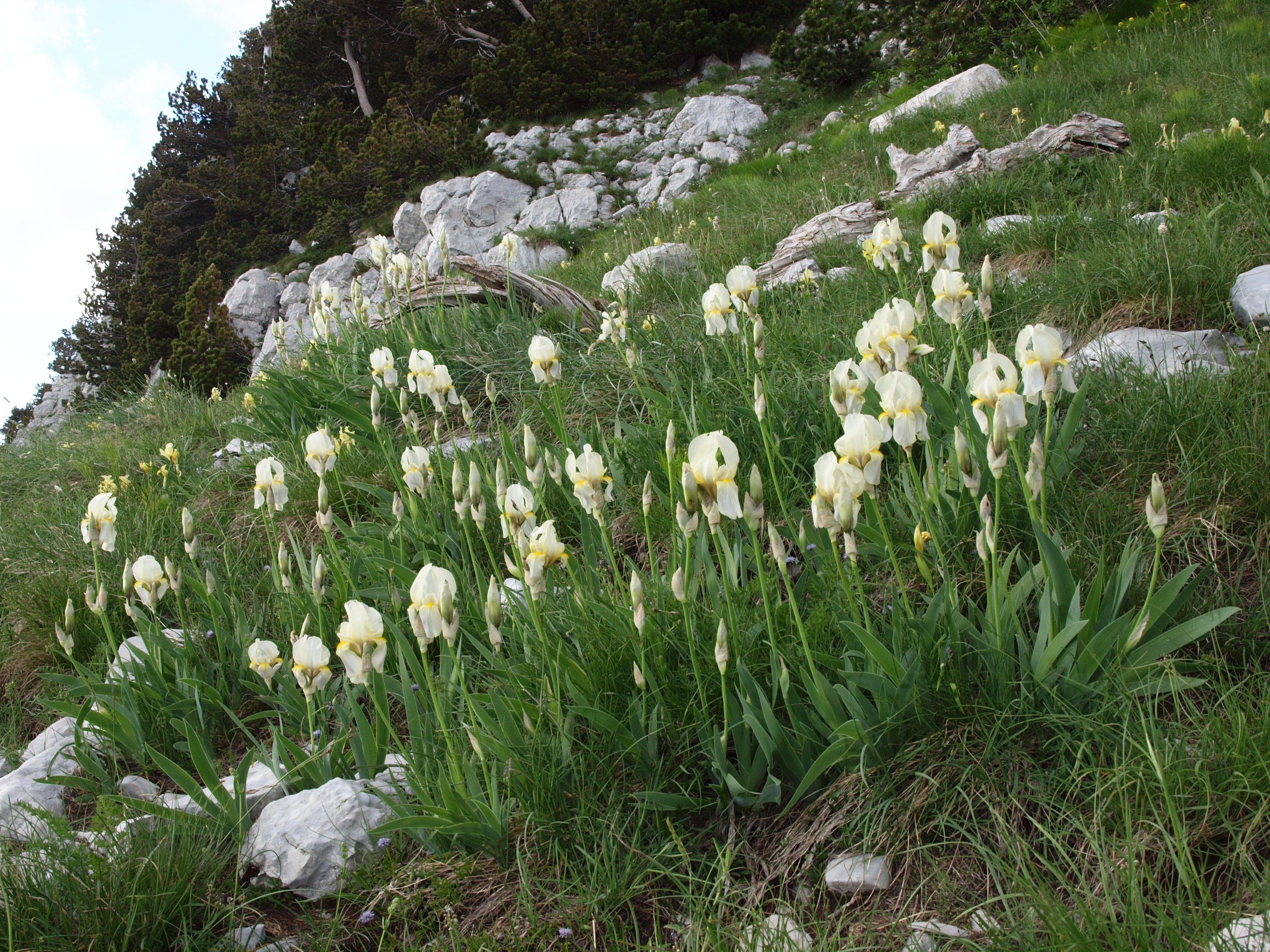
Die Orjen-Schwertlilie bildet kleine Gruppen innerhalb von subalpinen Kalktrocken-Rasengesellschaften in ihrem natürlichen Verbreitungsgebiet

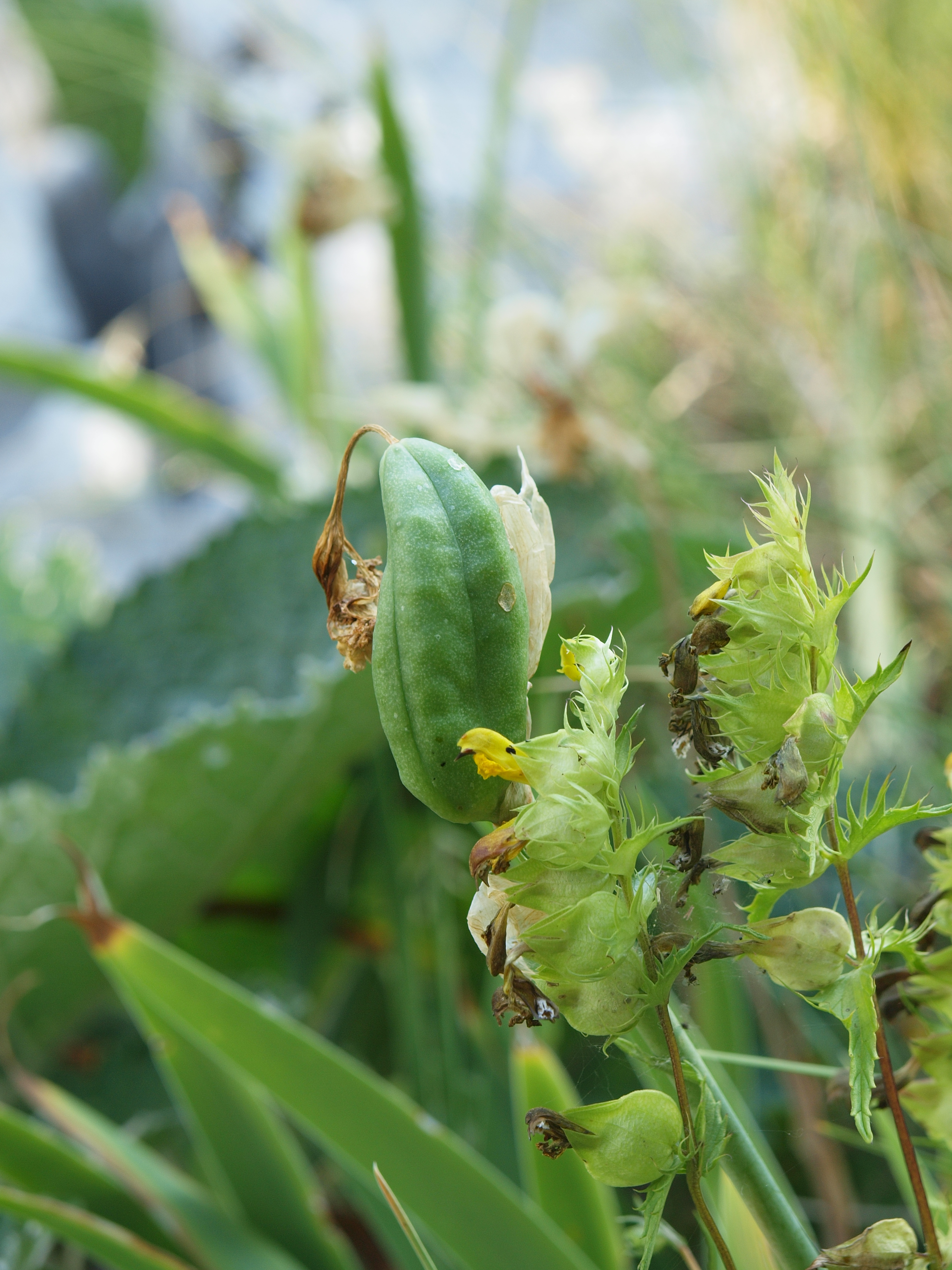
Kapselfrucht am Naturstandort in der Bijela gora

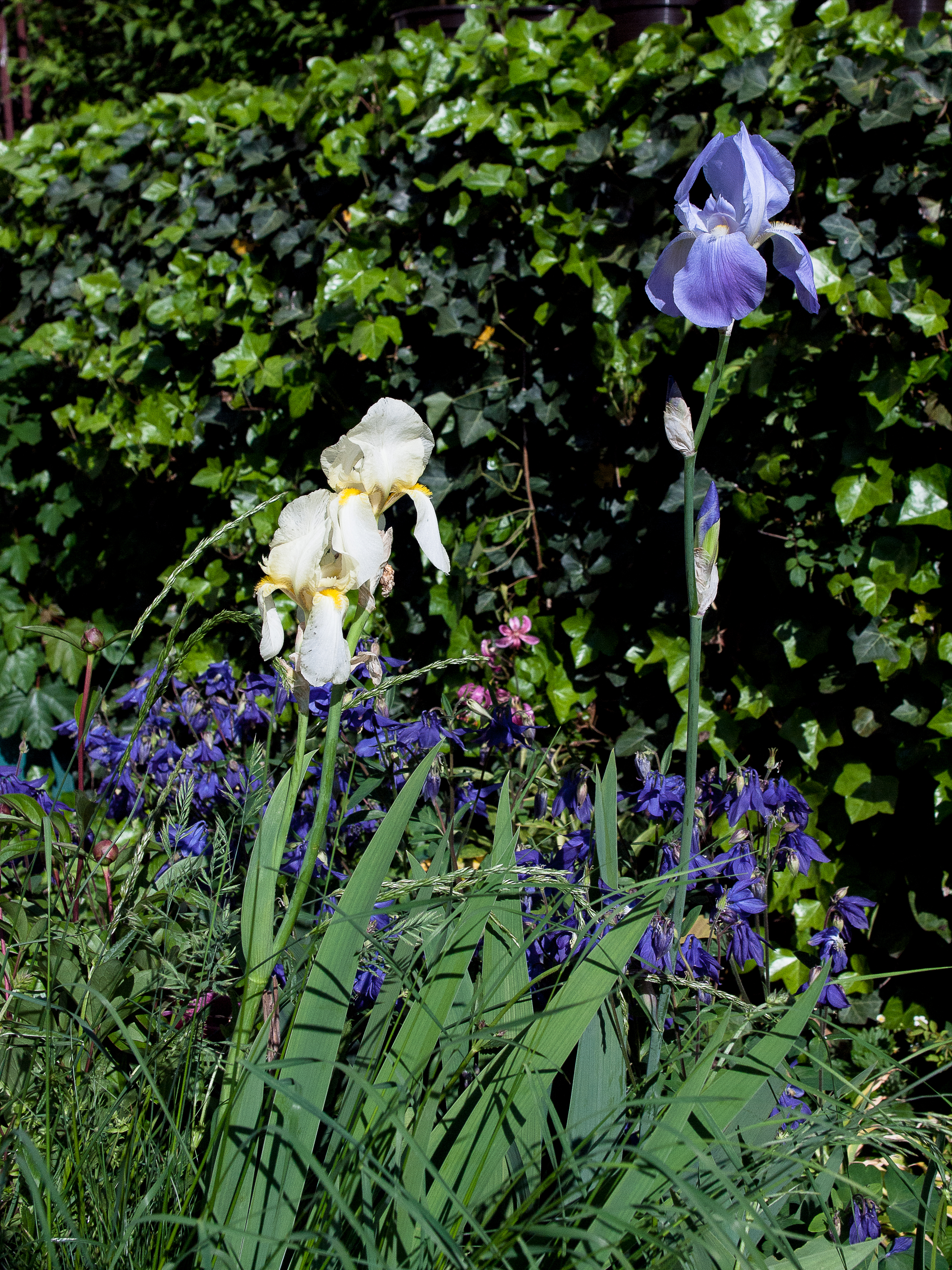
Orjen-Schwertlilie neben einer der putativen Elternarten – Iris pseudopallida. Auch in Kultur blüht I. orjenii vor I. pseudopallida. In der Regel sind es in Mitteleuropa zwei Wochen.

### Vegetative Merkmale
Es ist eine mehrjährige krautige Pflanze mit Rhizom, zahlreichen kurzen Verzweigungen, an denen sich Luftwurzeln und Blätter bilden. Rhizom horizontal kriechend über 20 cm lang, mit wenigen Wurzeln.
Der aufrechte Stängel ist rund. Sie erreicht Wuchshöhen zwischen (20–)35 bis 46 cm. Die Blätter sind zweizeilig reitend und an der Basis dicht zusammengedrängt und einem stängelumfassenden Blatt darüber sowie weiter oben etwa auf der Hälfte des Stängels einem kleineren weiteren stängelumfassenden Blatt. Blätter schwertförmig bis sichelförmig (die äußersten). Grundblätter 2–5 cm × 0,7–1,2 cm, die oberen Grundblätter 8–24(–45) cm × 1,5–2,7(–4,5) cm, krautartig, leicht gräulich; Stängelblätter manchmal mit membranartigen Rändern von variabler Breite.

### Generative Merkmale

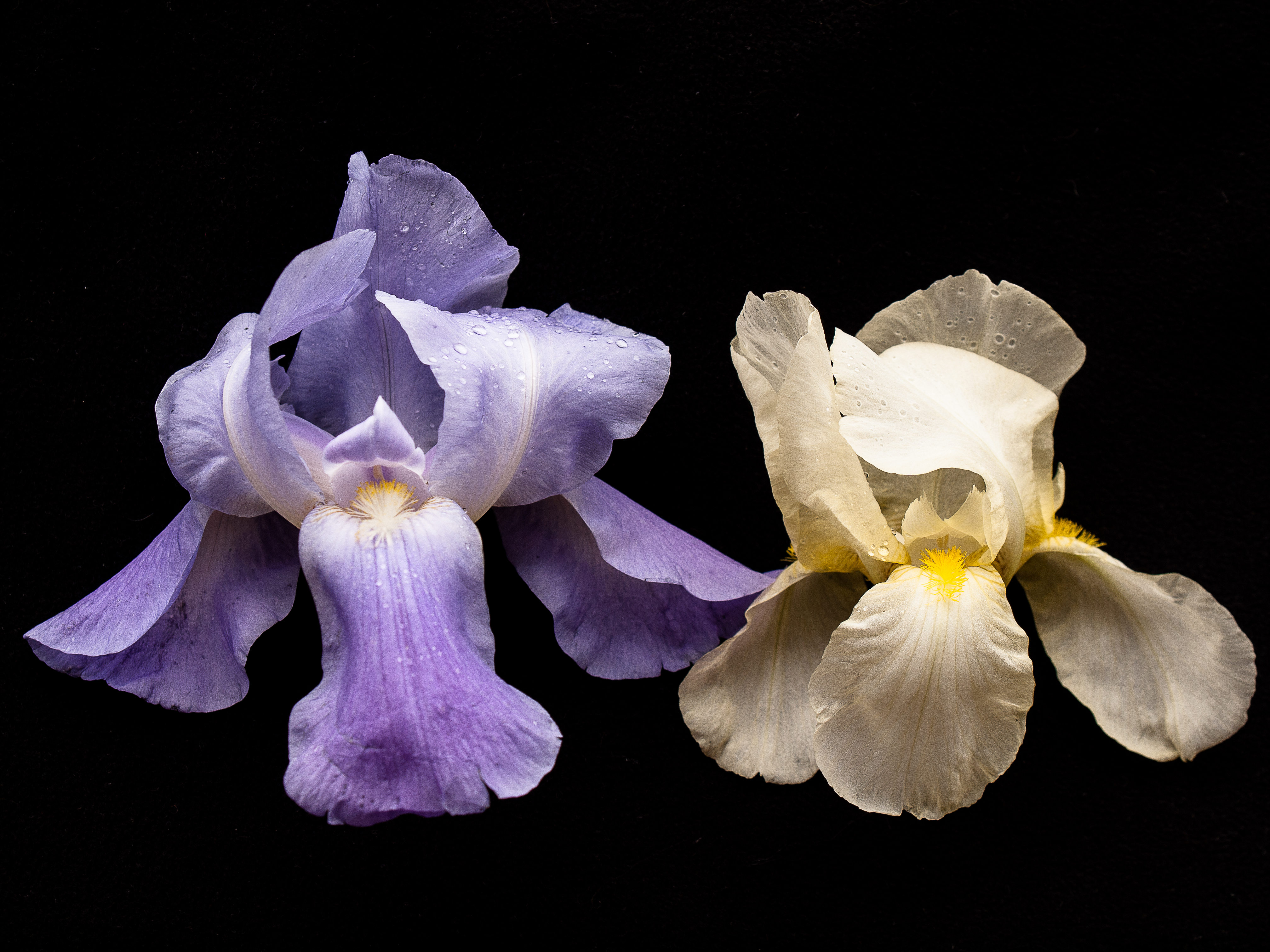
Iris pseudopallida und Orjen-Schwertlilie gehören zu zwei nahverwandten südostadriatisch-mediterranen Arten aus der Gruppe der Bartirise mit duftenden Blüten

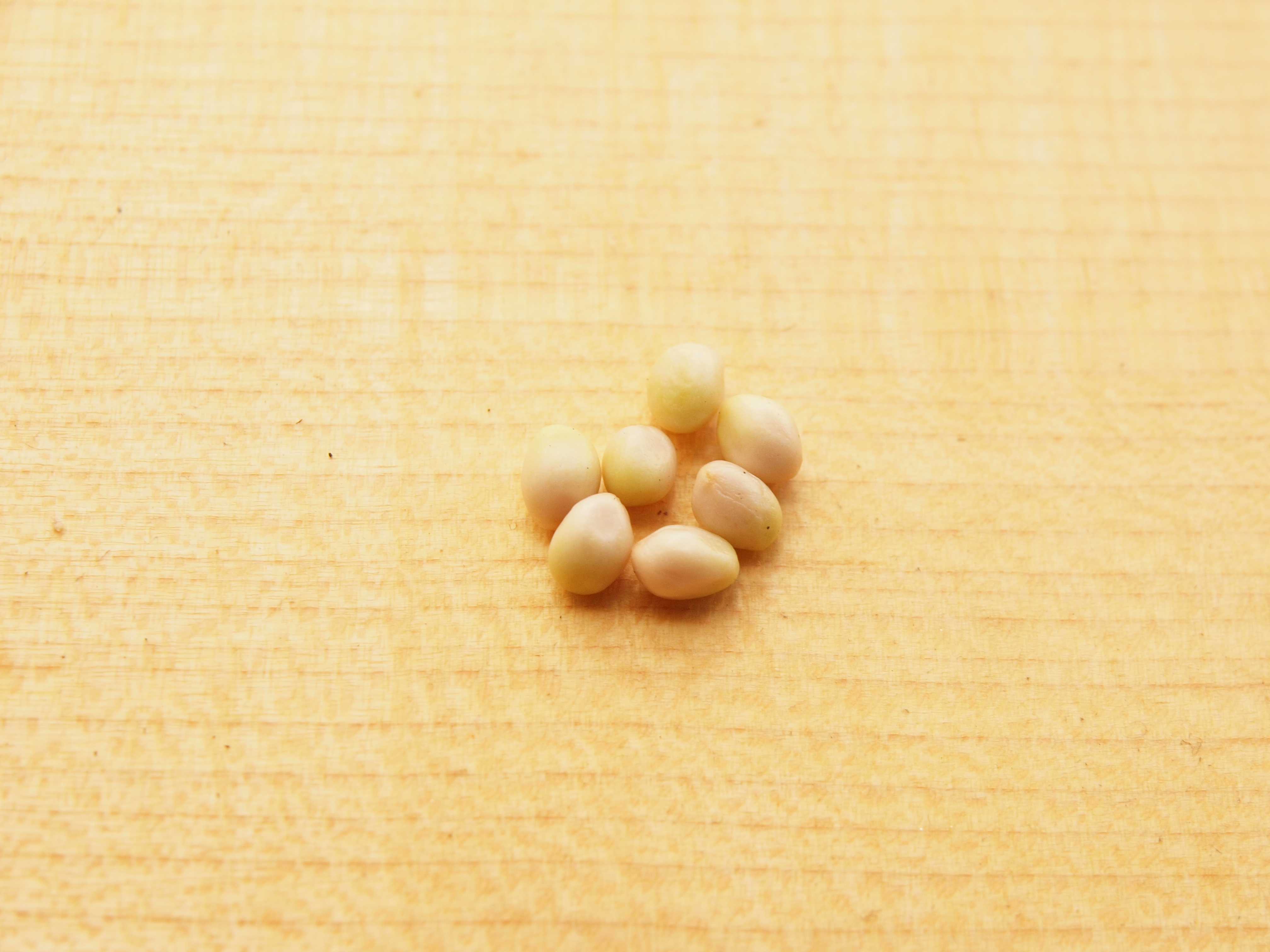
Frische Samen. Nach dem Trocknen schrumpfen diese und dunkeln ins orange-bräunliche nach. Sie bekommen dadurch auch eine raue Oberfläche.

Blütenstand mit 2–4(–5) angenehm veilchenartig duftenden Einzelblüten, kurz gestielt, nur undeutlich verzweigt (bei dreiblütigen oder mehrblütigen Pflanzen befinden sich ein bis zwei Blüten an einer seitlichen Verzweigung); die Tragblätter (Spathe) sind unscheinbar gekielt, im Knospenstadium grün, trocknen sie kurz vor oder während der Blüte vollständig aus und haben dann eine weiße oder leicht bräunlich Färbung mit manchmal Anflügen von violett. Die trockenhäutigen Spathe sind ein wichtiges Charakteristikum aller mediterranen Arten aus der Pallida-Gruppe die zu anderen eurasischen Grupen der Bartirse unterscheiden.
Der Perigon ist cremeweiß bis hellgelblich mit manchmal wenigen unregelmäßigen kleinen hellvioletten bis hellbläulichen Adern (was bei kultivierten Schwertlilien oft ein Zeichen einer Virusinfektion stellt), die später in ein dunkleres Gelb wechseln. Der Bart auf dem äußeren Perigon ist gelb. Die Einzelsegmente des Perigons sind an ihrer Basis in einer 1,9 cm langen Röhre verschmolzen; die Hängeblätter sind spatel- bis eiförmig, ca. 7,5 cm lang, die Breite wächst von 0,6 cm an der Basis bis auf 3,5 cm unterhalb der Spitze, sie sind nah entlang der Mittelvene intensiv gelb bebärtet, auf beiden Seiten des bebarteten Kamms ziehen sich dunkel purpurne Venen bis 2,5 cm oberhalb der Basis ohne deutliche Venen darüber hinaus; die Domblätter sind oval bis eiförmig, ca. 7,5 × 3,7–3,8 cm mit stark wellenförmigen Rand, der Stiel des Domblattes ist 0,7 cm lang. Die Staubblätter mit den Staubfäden sind weiß, 17–18 mm lang, die Breite beträgt an der Basis 1,5 mm und 1 mm unterhalb der Theca; die Staubbeutel sind cremeweiß, 11–12 mm lang und 2 mm breit (0,9 mm für jede Theca). Die annähernd zylindrischen Fruchtknoten sind ca. 2,1 cm lang und haben einen Durchmesser von 0,6 cm; die Griffeläste sind annähernd weiß und nach außen gebogen, 4,7–4,8 × 1,7–1,8 cm, sie sind adaxial gekielt und distal durch zwei Spalten in Loben geteilt die etwa 1 cm von der Spitze beginnen; die Loben sind aufwärts gebogen, die Median gelegenen Ränder sind ganz, die äußeren gezähnt. Die Frucht ist eine mehr oder weniger dreikantige trockene Spaltkapsel. Die Samen sind tropfenförmig (pyriform), nicht auffällig abgeflacht, 6–7 mm lang und ca. 4 mm breit.
Chromosomenzahl: 2n=24

## Etymologie
Die Art wurde nach ihrem Herkunftsgebiet im subadriatischen Orjen-Gebirge benannt.

## Vorkommen
Die von drei disjunkten Populationen bekannte Pflanze ist in ihrem Lebensraum eine stenoendemische Art. Die Fundorte beschränken sich auf den Prasa- und Pazua-Grat um die Gipfel des Velje leto und Vučji zub zwischen 1550 und 1750 m Höhe. Eine weitere kleinere Population wurde mittlerweile auf der Bijela gora am Nordhang der Reovačka greda entdeckt.
Die Orjen-Iris wurde erstmals 2002 aufgesammelt und 2007 durch Christian Bräuchler und Pavle Cikovac beschrieben.

## Verwandtschaft und Evolution
Die Orjen-Schwertlilie gehört durch die Bebärtung und das kräftige Rhizom in der Gattung Iris unzweifelhaft zum Subgenus Iris (Bartiris) in die Sektion Iris (Pogoniris).
Sie ist nahe verwandt mit der Bleichen Schwertlilie (Iris pallida) sowie mit Iris reichenbachii die im selben Lebensraum vorkommen. Mit beiden teilt sie die Chromosomenzahl (2n=24). Die Orjen-Schwertlilie erscheint in den Merkmalen ihrer Größe, der Blütenfarbe und der Konsistenz ihrer Tragblätter (Spathe) als Zwischenglied zwischen den beiden Arten. Die Form der Tepalen unterscheidet sich von denen der Bleichen Schwertlilie ähnelt aber denen von Iris reichenbachii. Die Tragblätter trocknen vor oder während der Blühzeit aus und werden weiß oder leicht bräunlich, ein Charakteristikum der Pallida-Serie, während die Spathen bei Iris reichenbachii deutlich gekielt und bis zum Ende der Blütezeit grün bleiben. Die Form der tropfenförmigen Samen ähnelt denen von Iris illyrica Vis. und Iris cengialti A. Kern unterscheidet sich aber von den abgeflachten Samen von Iris pseudopallida Trinajsic. Die Samen von Iris reichenbachii ähneln denen der Orjen-Schwertlilie. Die Form und Wellung der Domblätter ähnelt denen von Iris reichenbachii, jedoch sind von dieser keine weißblütigen Formen in der Natur bekannt. Dagegen wurden bei Iris pseudopallida gelegentlich weißblütige Einzelpflanzen in der Umgebung von Dubrovnik in Kroatien sowie Kotor in Montenegro und Mostar in der Herzegowina beobachtet.
Ein hybrider Ursprung der Orjen-Schwertlilie wird aufgrund dieser Ähnlichkeiten vermutet. Insbesondere auch da sie in der Höhenzone vorkommt, wo sich die Verbreitungsgrenzen der mutmaßlichen Elternarten berühren. Jedoch wurden bis heute noch keine Hybriden zwischen Iris pseudopallida und Iris reichenbachii beobachtet, wie auch keine Kulturhybriden aus Iris pseudopallida und Iris reichenbachii bekannt sind.
Die Populationen von Iris orjenii sind aufgrund der besonderen ökologischen Einnischung der Art in Hochstaudenfluren und auf tieferen Böden keine Spontanhybriden, sondern haben sich mutmaßlich durch Hybridisierung während klimatischer Prozesse der Nacheiszeit aus den Elternarten weiter entwickelt.

## Ökologie
Die Orjen-Schwertlilie ist als oromediterrane Pflanze an die sommertrockenen Verhältnisse der Karstgebirge der südlichen Montenegrinischen Adriaküste gut angepasst. Sie wächst an sonnigen Hängen in nicht zu mageren Böden, was sie von dem im Gebiet sympatrisch vorkommenden Schwertlilien, der Iris reichenbachii an altimediterranen Windecken, sowie der auf Felsböden submediterraner Habitate und Šibljak-Formationen angepassten Bleichen-Schwertlilie unterscheidet.
Sie wächst oberhalb der Baumgrenze oder in lichten Schlangenhaut-Kiefernwäldern in der oromediterranen Seslerion robustae Höhenstufe und wächst innerhalb von Rasen- und Hochstaudenfluren. Lokal ist sie mit Heracleum sphondyllum, Sesleria robusta, Asphodelus albus und Cattani-Lilie oder der Gelbe-Betonie, Gelber-Enzian und Peucedanum longifolium, Senecio thapsoides subsp. visianianus und Juniperus nana vorkommend.

## Gebiets- und Artenschutz
Als endemische Art mit nur drei bekannten lokalen Vorkommen und der Gefährdung durch potentielle Pflanzensammler, ist die Orjen-Schwertlilie nach IUCN als gefährdet eingestuft. Mit der Ausweisung des Naturparks Orjen liegen zwei Populationen seit 2017 innerhalb der Grenzen eines geschützten Gebietes. Eine Population die außerhalb dieser Schutzzone liegt, deutet auf mögliche noch nicht entdeckte Standorte hin.
Zu Bestandsaufnahme, Sampling und Monitoring der geschützten Orjen-Schwertlilie finanziert BirdLife International seit Februar 2019 ein Projekt in ihrem natürlichen Verbreitungsgebiet. Das Projekt wird durch die nichtstaatliche Naturschutzbehörde EnvPro aus Podgorica in internationaler Kooperation mit Botanikern und Geoökologen in Kroatien, Montenegro und Deutschland durchgeführt.

## Kultivierung

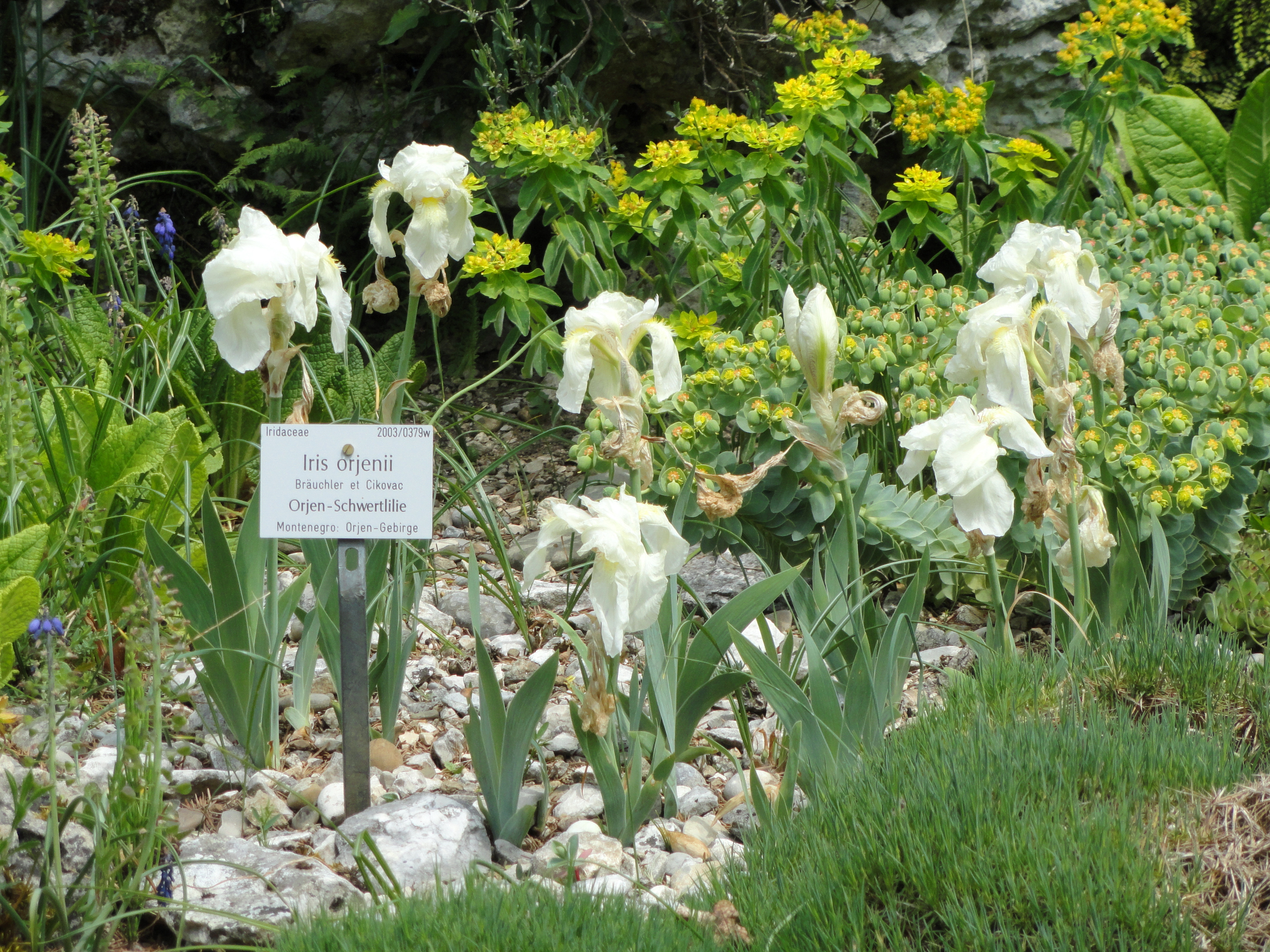
Orjen-Schwertlilien im Botanischen Garten München

Auf Grund der späten Entdeckung wurde die Orjen-Schwertlilie gärtnerisch nicht in Kultur gebracht. Sie findet sich jedoch in einigen wenigen Botanischen Gärten (Alpinum Botanischer Garten München, Botanischer Garten Jevremovac, Botanischer Garten Bonn, Botanischer Garten Zagreb, Botanischer Garten Pruhunice). Sie würde sich eignen für Steingärten aber auch als mittelgroße Staude in Rabatten.